# ویولا دآمور
ویولا دآمور (ایتالیایی: Viola d'amore)، یک ساز از سازهای زهی است. این ساز دارای شش تا هفت سیم همراه با سیم‌هایی سمپاتیک و کمکی است که در طول سیم‌ها از زیر تکیه‌گاه ساز عبور می‌کند و برای ایجاد رزونانس و صدایی عاشقانه‌تر ایجاد شده بود. ویولا دآمور در قرن هجدهم و موسیقی دورهٔ باروک رواج داشت. تکنیک نوازندگی در آن مانند ویولن با آرشه نواخته می‌شود و در زیر چانه قرار می‌گیرد.

## ساختار و صدادهی

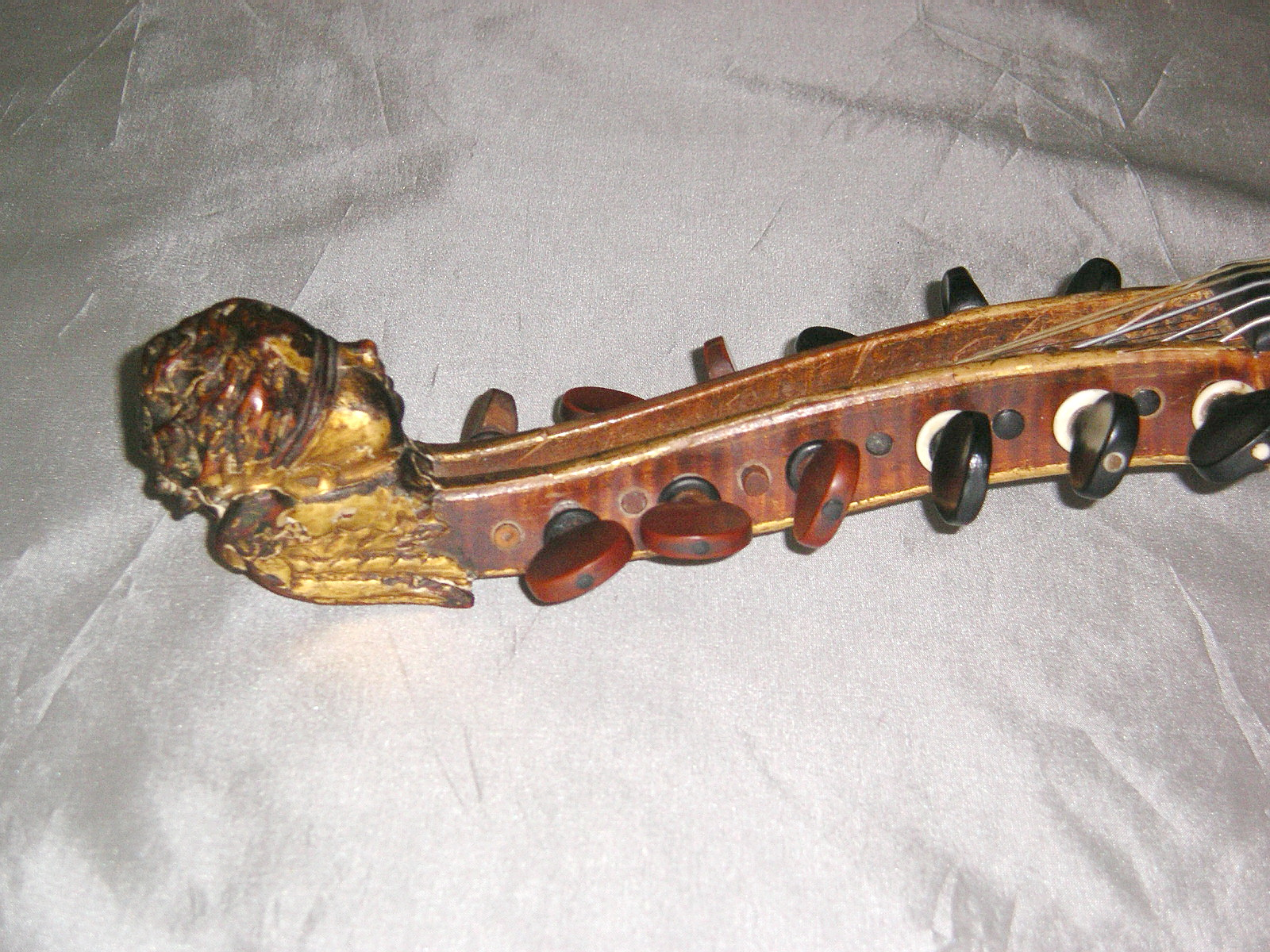
سرِ ساز ویولا دآمور در اوایل قرن هجدهم با چشم‌بند عشق

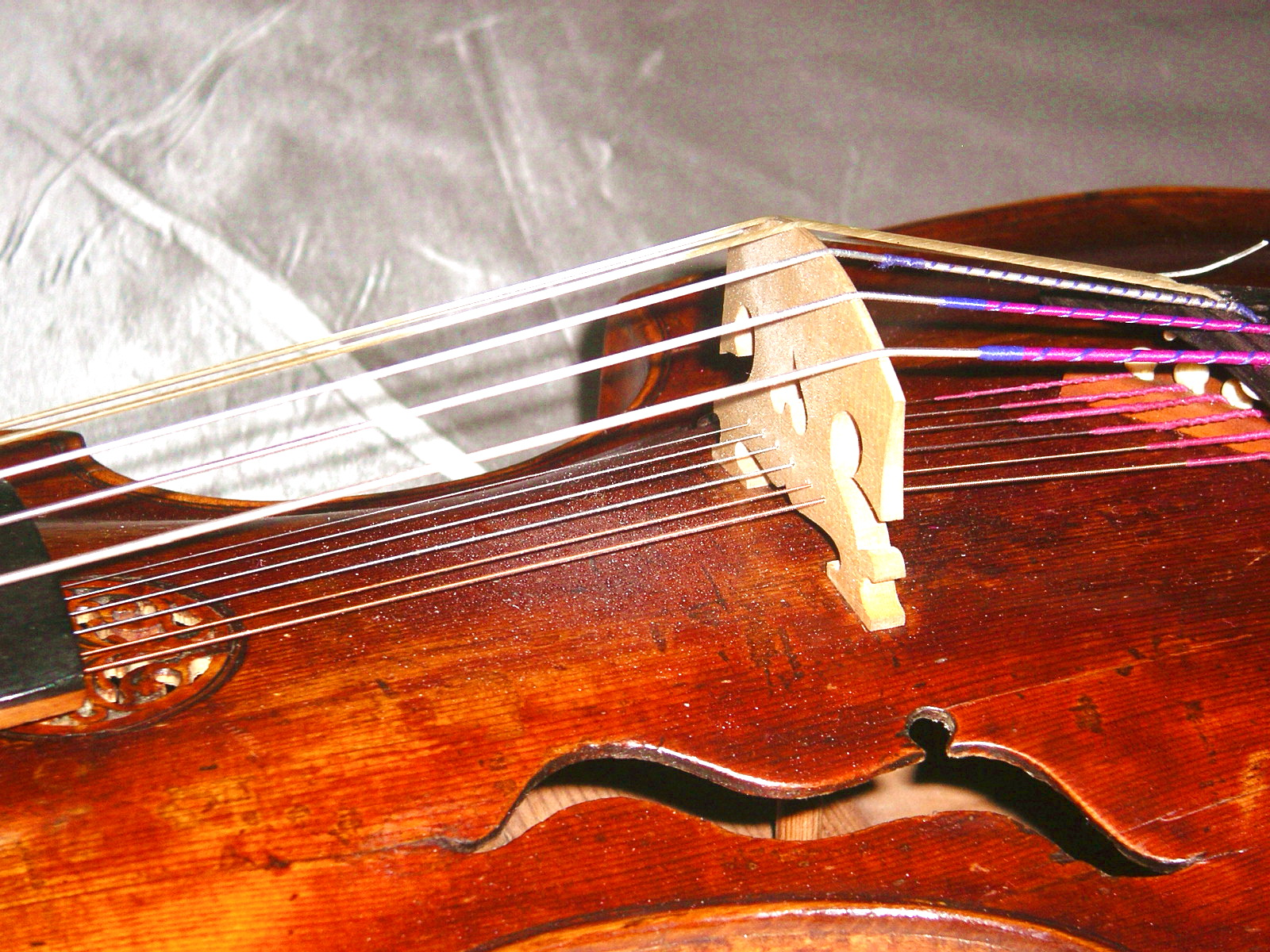
پلی روی ساز در اوایل قرن هجدهم که نحوهٔ قرارگرفتنِ دو مجموعه از سیم‌ها را نشان می‌دهد

ویولا دآمور بسیاری از ویژگی‌های خانوادهٔ ویول را دارد و اینگونه به نظر می‌رسد که یک ویول با تریبل بالاتر و نازک‌تری است که بدون دستان و گاهی اوقات با سیم‌هایی اضافه و سمپاتیک همراه است. ویولا دآمور دارای شش سیم و تفریبا در گسترهٔ صوتی از خانوادهٔ سه‌گانهٔ «ویولا دا گامبا» قرار دارد؛ مانند تمام ویول‌ها، پشتی صاف دارد، سرِ حکاکی و پیچیده در بالای جعبهٔ شیطانک‌ها در هر دو سازِ ویول و ویولا دآمور رایج است، گرچه برخی از ویول‌ها فاقد آن هستند. بر خلاف سرهای حکاکی‌شده بر روی ویول‌ها، سرِ ویولا دامور اغلب به صورت چشمِ بستهٔ کوپیدو برای نشان‌دادنِ کوری عشق ظاهر می‌شود. سوراخ‌های صفحه برای خروج صدای آن معمولاً به شکل شمشیر شعله‌ور، معروف به «شمشیر شعله‌ور اسلام» است (که نشان می‌دهد پیشرفت این ساز تحت تأثیر جهان اسلام بوده‌است)، این یکی از سه شکل سوراخ صوتی معمول برای ویولن نیز بود. تغییری در شیِوهٔ نوازندگی این ساز داده نشده‌است و بسیار شبیه ویولن در زیر چانه و به صورت افقی نواخته می‌شود. اندازهٔ این ساز نیز حدوداً شبیه به ویولای مدرن است.
ویولا دآمور معمولاً دارای شش یا هفت سیم زهی برای اجرا است که با کشیدن آرشه بر روی آنها مانند ویولن به صدا در می‌آیند. علاوه بر این، دارای تعداد مساوی از سیم‌های سمپاتیک است که در زیر سیم‌های اصلی و صفحهٔ رودسته قرار گرفته‌اند که به‌طور مستقیم نواخته نمی‌شوند، اما در هم‌نوایی با نت‌های نواخته شده به ارتعاش در می‌آیند. علیرغم این واقعیت که سیم‌های سمپاتیک اکنون به‌عنوان مشخص‌ترین عنصر ساز در نظر گرفته می‌شوند اما فرم‌های اولیهٔ ساز تقریباً به‌طور یکسان فاقد آنها بودند. تا سال ۱۷۳۰، به‌طور یقین نشانه‌هایی از وجود ویولا دآمور با سیم‌های سمپاتیک وجود نداشت. با این حال ساخت و نواختن هر دو نوعِ آن تا قرن هجدهم ادامه یافت.

### گستره صوتی
گستره صوتی ویولا دآمور به جز «سیم ر» در منطقهٔ صوتی بالا که به ندرت استفاده می‌شود، حدوداً دو اکتاو و نیم است. در آن زمان سیم‌های این ساز معمولاً به‌طور خاص برای قطعه‌ای که نوشته شده بود، کوک و اجرا می‌شد. در اواخر قرن هجدهم بود که اختلاف کوک با تبدیل آن به یک کوک باز در ر ماژور، استاندارد شد که از پایین به بالا بدین شرح است: لا، ر، لا، ر، فادیز، لا، ر

## یادکرد
1. ↑  وجدانی، فرهنگ تفسیری موسیقی، ۶۸۴.
2. ↑  Pronunciation of viola in Oxford Advanced Learner's Dictionary.
3. ↑  "Viola d'Amore or Treble Viol". The University of Edinburgh.
4. ↑  The other two sound-hole shapes being f-holes for viols with "violin shape" and C-holes or flame holes on the "viol shaped" viols.
5. ↑  Kai Köpp: "Love without Sympathy", The Strad, vol. 112 no. 1333 (May 2001), 526-533.